# هپی گیلمور ۲
هپی گیلمور ۲ (انگلیسی: Happy Gilmore 2) یک فیلم کمدی ورزشی آمریکایی محصول سال ۲۰۲۵ به کارگردانی کایل نواچک و نویسندگی تیم هرلیهی و آدام سندلر است. این فیلم دنباله‌ای بر هپی گیلمور (۱۹۹۶) محسوب می‌شود. آدام سندلر، کریستوفر مک‌دونالد، جولی بوون، دنیس داگن، آلن کاورت و بن استیلر نقش‌های خود را از فیلم اصلی تکرار می‌کنند. این فیلم داستان هپی گیلمور (با بازی سندلر) را دنبال می‌کند، مردی که بیوه، الکلی و گلف‌باز سابق است و برای کمک به پرداخت هزینه‌های مدرسه باله دخترش در خارج از کشور به دنیای گلف حرفه‌ای بازمی‌گردد.
فیلم‌برداری هپی گیلمور ۲ از سپتامبر تا دسامبر ۲۰۲۴ در نیوجرسی انجام شد. این فیلم در تاریخ ۲۵ ژوئیه ۲۰۲۵ در نتفلیکس منتشر شد و بازخوردهای متفاوتی از سوی منتقدان دریافت کرد.

## خلاصه داستان
۲۹ سال پس از کسب اولین قهرمانی خود در تور گلف، هپی گیلمور، گلف‌باز بازنشسته، برای تأمین هزینه‌های مدرسه باله دخترش ویانا، به این ورزش بازمی‌گردد.

## بازیگران
- آدام سندلر
- جولی بوون
- کریستوفر مک‌دونالد
- بنی سفدی
- بد بانی
- بن استیلر

## ساخت
فیلمبرداری در ۹ سپتامبر ۲۰۲۴ در نیوجرسی همزمان با تولد ۵۸ سالگی سندلر آغاز شد.